# Wilhelm Becker
Carl Wilhelm Becker, född 30 augusti 1838 i Hespe, Schaumburg-Lippe, död 1915, var en tysk affärsman som i Stockholm grundade den färgindustri som blev AB Wilh. Becker och därmed gav upphov till varumärket Beckers.

## Biografi
Wilhelm Becker utbildades av fadern som var skollärare. Han fick utbildning i kemibranschen och arbetade som lärling i en färgaffär utanför Hannover. Han kom som ung till Sverige och öppnade 1865 en färgaffär i Stockholm på Malmtorgsgatan 5. Det var den första specialbutiken för färg och fernissa i Sverige. Becker hade då arbetat som säljare för tyska företag i Skandinavien och Ryssland. Först drevs den som Becker & Leidig Co tillsammans med Ferdinand Leidig. Leidig drog sig ur och från 1868 hette bolaget Wilh Becker Co.
Becker startade 1874 en färgfabrik. 1886 blev Beckers kompanjon Johan Georg Gentele föreståndare för färgaffären. Affärsverksamheten inriktade sig till en början på konstnärsfärger, bland annat marknadsförde man så kallade normalfärger. Bland konstnärer som använde Beckers färger fanns Prins Eugen, Carl Larsson och Anders Zorn.
Wilhelm Becker blev 1896 riddare av Vasaorden. I samband med flytten till Lövholmen 1902 såldes verksamheten till kompanjonen Genteles son, Herman Gentele. 
Wilhelm Becker drabbades alltmer av sjukdom och avled 1915.